# Misumenoides eximius
Misumenoides eximius är en spindelart som beskrevs av Cândido Firmino de Mello-Leitão 1938. 
Misumenoides eximius ingår i släktet Misumenoides och familjen krabbspindlar. Inga underarter finns listade i Catalogue of Life.